# Stropharia semiglobata
Stropharia semiglobata è un fungo appartenente alla famiglia Strophariaceae.

## Descrizione
Il cappello, molto esile e fragile, è inizialmente globoso e poi convesso, talora anche umbonato. La cuticola è liscia, lucida e alquanto viscosa. Il gambo è esile, cilindrico, alquanto viscido, con piccolo anello membranoso incompleto.
Le lamelle sono piuttosto rade, alte e ondulate. La carne è sottile, priva di odore e con sapore dolciastro.

## Variabilità
La colorazione del cappello varia dal giallo al giallo-verdastro, con orlo sempre più chiaro. Le lamelle sono porporine o bruno-violacee, talvolta anche maculate di nero. Il colore sbiadisce con l'età.

## Habitat
Vive in ambienti erbosi e anche in città su concime e su escrementi di animali e nei letamai, dalla pianura alla montagna.

## Periodo di crescita
Estate-autunno.

## Specie simili
Si può confondere solamente con Panaeolus sphinctrinus, velenoso, da cui è difficilmente confondibile non fosse per l'anello.

## Sinonimi
- Agaricus semiglobatus
- Agaricus stercorarius
- Panaeolus semiglobatus
- Strofaria globata
- Strofaria semiglobata
- Strofaria gialla
- Paneolo semiglobato

## Commestibilità
Si tratta di una specie di dubbia commestibilità, forse allucinogena o forse commestibile, perciò viene considerata non commestibile.